# 6902 Hideoasada
A 6902 Hideoasada (ideiglenes jelöléssel 1989 US3) a Naprendszer kisbolygóövében található aszteroida. Mizuno Josikane és Furuta Tosimasza fedezte fel 1989. október 26-án.